# Пятибоков, Иоанн Матвеевич
Иоанн Матвеевич Пятибоков (19 июня 1820 — 7 января 1896) — протоиерей Русской православной церкви, военный священник, герой Крымской войны.

## Биография
Родился 19 июня 1820 года.
Получив образование в духовном училище, Пятибоков был принят на военную службу священником в Костромской пехотный полк. Незадолго до начала Восточной войны он был переведён старшим священником в Могилевский пехотный полк, с которым он совершил поход в Дунайские княжества.
11 марта 1854 года, при переправе русских войск через Дунай у Измаила, Могилёвский полк, благополучно совершив переправу, вдруг оказался под сильнейшим турецким обстрелом. Роты остановились и залегли, не повинуясь командирам. Тогда отец Иоанн, надев облачение для богослужения, выступил с крестом в руках в передние ряды могилёвцев и со словами «Детушки! Вперёд! С нами Бог!», бросился на впереди лежащие турецкие укрепления. В числе первых он взошёл на редут. Во время атаки отец Иоанн был дважды контужен.
26 августа 1854 года отец Иоанн Пятибоков был первым из священнослужителей Русской православной церкви награждён орденом Св. Георгия 4-й степени (№ 9315 по кавалерскому списку Григоровича — Степанова)
В воздаяние примерного подвига, оказанного им во время сражения с Турками, 11-го Марта сего года, при переправе войск наших чрез реку Дунай у Измаила, где он, с чистым и совершенным самоотвержением, следуя с крестом в руках в передних рядах, взошел с храбрыми солдатами на стены турецких укреплений на правом берегу Дуная, пастырским увещанием воодушевляя воинов, под грозными неприятельскими выстрелами неустрашимо осенял крестом восток, запад, север и юг, при чем получил две контузии в грудь, от святого креста совершенно отбита правая перекрестная сторона, а бывшая на нем эпитрахиль пробита картечью.
Также он был причислен к дворянству Санкт-Петербургской губернии. Отправленный в тыл на излечение он более не принимал участие в военных действиях.
По выздоровлении он вернулся в Могилёвский пехотный полк, в котором служил до 1879 года, причём в 1870 году был возведён в сан протоиерея. В 1869 году отец Иоанн Пятибоков представлял военное духовенство в Санкт-Петербурге на праздновании столетия ордена св. Георгия.
В 1879 году отец Иоанн Пятибоков был назначен настоятелем Карсского крепостного собора, но уже через три года из-за конфликта с комендантом Карсской крепости генерал-майором А. И. Ивановым вышел в отставку и поселился в Вильне.
Скончался в Вильне 7 января 1896 года.
Среди прочих наград он имел ордена св. Анны 2-й степени и св. Владимира 4-й степени.